# None (zespół muzyczny)
NoNe – polski zespół wykonujący muzykę z pogranicza nu metalu i metalcore'u.

## Historia
Zespół został założony w 1999 roku w Bydgoszczy szybko zdobył popularność i podpisał kontrakt z wytwórnią Metal Mind Productions. Niewiele później ukazała się debiutancka płyta No One, która została świetnie przyjęta zarówno przez media, jak i fanów. Na albumie gościnnie zagrali muzycy innych grup takich jak Flapjack, czy Sweet Noise. Początkowo grupa określała środowisko swoich współpracowników jako Pener Crew. Po nagraniu debiutanckiej płyty NoNe ruszył w trasę koncertową grając u boku takich zespołów jak: Acid Drinkers, 2Tm2,3, Sweet Noise czy K.N.Ż. W niewielkim odstępie czasu ukazały się następne albumy: Procreation (album był nagrywany w więzieniu) i Black Star. Na albumie Procreation wystąpił gościnnie wokalista Mikołaj Fajfer, który następnie koncertował z zespołem, po czym został jego pełnoprawnym członkiem. Przed 2003 NoNe wystąpił jako support takich zespołów jak Machine Head, czy Soulfly). Z Black Star pochodzi singel „Get Into My Mind”, do którego nakręcono teledysk. Klip ten trzy razy znalazł się na pierwszym miejscu listy „Hell’s Kitchen” telewizji muzycznej VIVA. W tej samej stacji ten album został płytą tygodnia. W podsumowaniu roku 2003 w magazynie „Metal Hammer”, utwór „Black Star” zdobył 10 miejsce w kategorii „Przebój Roku”, natomiast NoNe znalazło się na 9 miejscu jako „Zespół Roku”. W tym samym czasie NoNe został członkiem NoiseNation – organizacji stworzonej przez Sweet Noise, której celem jest skupianie wyjątkowych artystów, angażujących się w tworzenie dobrego wizerunku polskiej sztuki.
W 2005 z grupy odszedł Olass, kiedy dostał propozycję współpracy z zespołem Acid Drinkers. W NoNe zastąpił go przyjaciel zespołu Naphoos. W grudniu 2005 Naphoosa wymienił Bartek „Bartass” Dębicki z Upside Down, który gra w NoNe do dziś.
W 2008 roku zespół nagrał nową płytę The Rising, której premiera odbyła się 7 lipca. Na albumie w roli nowego wokalisty pojawił się Chupa, śpiewający w takich zespołach jak Bare Assed, Neurothing czy The Old Cinema. Album został wydany z nakładem wytwórni muzycznej Mystic Production.
30 listopada 2008 roku w Krakowie zmarł jeden z założycieli zespołu Aleksander „Olass” Mendyk. 7 lutego 2009 NoNe zagrało koncert akustyczny, poświęcony jego pamięci. Wydarzenie to zostało zarejestrowane w postaci DVD oraz płyty audio. Całość zatytułowana My Only Heart of Lion ukazała się nakładem Mystic Production. Album miał swoją premierę 22 grudnia 2009 roku w Bydgoszczy w klubie „Mózg”.
1 sierpnia 2009 NoNe brał udział w festiwalu Wacken Open Air. Zespoły zostały wyłonione w eliminacjach krajowych, a finał imprezy odbył się w Szlezwiku-Holsztynie w północnych Niemczech, gdzie NoNe zajął trzecie miejsce. Jesienią tego samego zespół wyruszył w trasę koncertową „20 Absolutley Wired Years” u boku Acid Drinkers z okazji dwudziestolecia działalności muzycznej zespołu.
19 lutego 2010 roku w bydgoskim klubie „Estrada” NoNe zorganizował „Black Star Fest”, poświęcony pamięci Olassa. Festiwal stał się pierwszą z planowanych przez zespół imprez cyklicznych, mających na celu kultywowanie pamięć o Olku. Idea tego narodziła się 7 lutego 2009, podczas koncertu akustycznego NoNe, na którym zespół złożył hołd Przyjacielowi.
30 maja tego samego roku zespół wziął udział w eliminacjach do XVI „Przystanku Woodstock” w Gdyni w klubie „Ucho”, lecz nie zdołał zakwalifikować się do finału który odbył się w Warszawie.  NoNe wraz z gdańską formacją Proghma-C zostały wyłonione w konkursie na support na festiwalu „Open Mind”, który odbył się w dniach 13-14 sierpnia w klubie „Stodoła”. NoNe supportowało The 69 Eyes oraz Obituary.
28 czerwca 2011 roku NoNe wraz z innym polskim zespołem – Hedfirst zagrały jako support przed koncertem Hatebreed w Warszawie. Na początku września tego roku pojawiła się informacja na stronie internetowej zespołu, że basista Michał Kaleciński podjął decyzje o odejściu z NoNe. Jego miejsce zajął Grzegorz Korybalski z zespołu FreaK.
20 listopada 2012 roku ukazał się piąty album studyjny None pt. Six. Płyta została wydana nakładem wytwórni Mystic Production. W marcu 2013 roku do utworu „Sundown” nakręcono teledysk. W 2016 roku zespół opuścił wokalista Chupa, jego miejsce zajął Łukasz "Pachu" Pach, występujący w takich formacjach jak Vedonist czy HugeCCM. 29 grudnia 2017 ukazał się siódmy album studyjny zespołu zatytułowany "VII". W 2019 roku zespół wystąpił gościnnie na albumie Ladies and Gentlemen on Acid, który został wydany z okazji XXX-lecia działalności grupy Acid Drinkers. NoNe wykonało tam cover utworu "Rattlesnake blues".

## Muzycy
| Obecny skład zespołu - Bartosz "Chupa" Zawadzki - śpiew (2007-2016, od. 2024) - Rafał „Metokles/Meti” Janas – gitara rytmiczna (od 1999) - Bartek „Bartass” Dębicki – gitara prowadząca (od 2005) - Michał „Mihau” Kaleciński – gitara basowa (1999–2011, od. 2024) - Tomasz „Demolka” Molka – perkusja (od 1999) | Byli członkowie zespołu - Aleksander „Olo/Olass” Mendyk (zmarły) – gitara rytmiczna (1999–2005) - Łukasz "Pachu" Pach - śpiew (2016-2019) - Damian Sieradzki – gitara rytmiczna (1999) - Mikołaj „eMeF” Fajfer – śpiew (2003–2007) - Naphoos – gitara rytmiczna (2005) - Grzegorz "Greg" Korybalski - gitara basowa (2011-2024) |

## Dyskografia
| Rok  | Album                                                                                         | Uwagi                            |
| ---- | --------------------------------------------------------------------------------------------- | -------------------------------- |
| 2000 | No One - Data: 20 października 2000 - Wydawca: Metal Mind Productions - Format: CD            | - album studyjny                 |
| 2001 | Procreation - Data: 2 kwietnia 2001 - Wydawca: Metal Mind Productions - Format: CD            | - album studyjny                 |
| 2003 | Black Star - Data: 25 maja 2003 - Wydawca: Metal Mind Productions - Format: CD                | - album studyjny                 |
| 2008 | The Rising - Data: 7 lipca 2008 - Wydawca: Mystic Production - Format: CD                     | - album studyjny                 |
| 2009 | My Only Heart of Lion - Data: 22 grudnia 2009 - Wydawca: Mystic Production - Format: CD & DVD | - album koncertowy               |
| 2012 | Six - Data: 20 listopada 2012 - Wydawca: Mystic Production - Format: CD                       | - album studyjny                 |
| 2017 | VII - Data: 29 grudnia 2017 - Wydawca: (brak) - Format: CD                                    | - album studyjny; wydanie własne |

## Nagrody i wyróżnienia
| Rok  | Kategoria                              | Nagroda            | Nota       |
| ---- | -------------------------------------- | ------------------ | ---------- |
| 2000 | Debiut roku                            | Metal Hammer       | Nagroda    |
| 2001 | Nadzieja roku 2001                     | Magazyn Tylko Rock | Nagroda    |
| 2003 | Płyta tygodnia                         | VIVA               | Nagroda    |
| 2004 | Lista Hell’s Kitchen                   | VIVA               | 1 miejsce  |
| 2005 | Przebój roku (Black Star)              | Metal Hammer       | 10 miejsce |
| 2005 | Zespół Roku                            | Metal Hammer       | 9 miejsce  |
| 2009 | Festiwal Wacken Open Air               |                    | 3 miejsce  |
| 2010 | Płyta miesiąca (My Only Heart of Lion) | Radio Uniwersytet  | 1 miejsce  |

## Teledyski
| Rok  | Tytuł              | Reżyseria    |
| ---- | ------------------ | ------------ |
| 2004 | „Get into my Mind” | Grupa 13     |
| 2008 | „In One Moment”    | Maniastudio  |
| 2013 | „Sundown”          | SoowsenVideo |
| 2014 | „Six”              | VST          |